# Поливерность

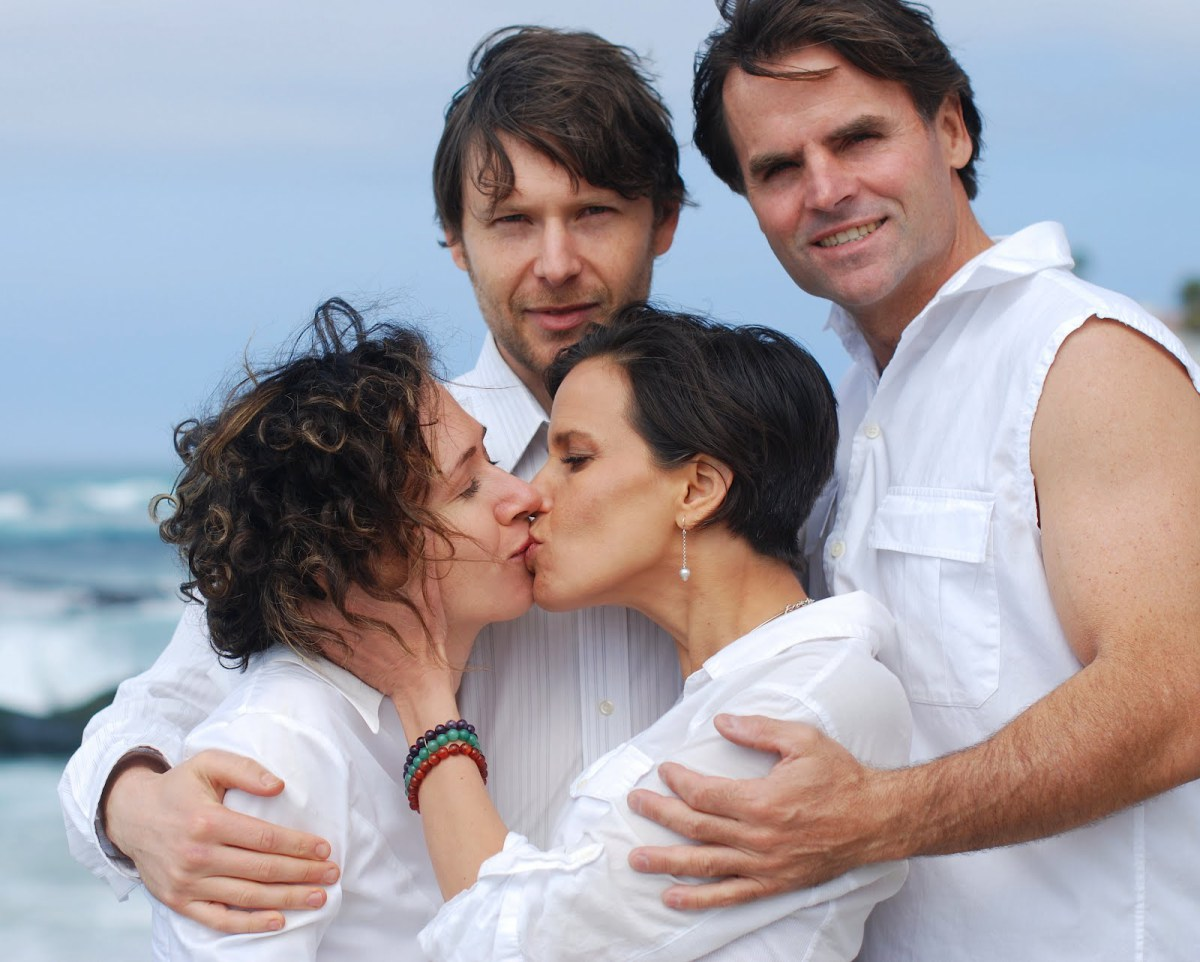
Поливерный брак

Поливерность (англ. polyfidelity), она же полиэксклюзивность (polyexclusivity) — форма полиамории, при которой все участники полиаморной группы считают друг друга равноправными партнёрами и договариваются вступать в интимные отношения только между собой, но не с посторонними людьми. Это понятие было введено участниками коммуны Крейста (англ. Kerista), существовавшей с 1971 по 1991 год в Сан-Франциско. В той коммуне от каждого участника (с учётом его или её гендера и сексуальной ориентации) требовалось периодически вступать в интимные отношения со всеми остальными, и моногамные отношения не должны были формироваться. В настоящее время поливерность не всегда связана с таким условием обязательности интимных отношений всех со всеми.
Поливерные отношения, как и моногамные, являются «закрытыми»: партнёры соглашаются не иметь половых контактов ни с кем, кроме действующих участников своей группы — разница лишь в том, что количество участников такой закрытой группы составляет более двух человек. Как правило, новые участники принимаются в такую группу только по единодушному согласию всех действующих участников — либо не принимаются вообще.
До коммуны Крейста подобная форма межличностных отношений также существовала, но называлась она по-другому: «комплексный брак» (англ. complex marriage) или «групповой брак». Так, ещё в XIX веке существовала религиозная коммуна Онайда, участник которой мог состоять в браке с несколькими другими её участниками — но не со всеми. Действительно, можно считать, что поливерность очень похожа на моногамию — только группа состоит более чем из двух участников и может принимать или не принимать новых. Более общее понятие «полиамория» вошло в употребление только в начале 1990-х годов. Американская писательница Селеста Вест (англ. Celeste West), автор книги «Лесбийская поливерность» (англ. Lesbian Polyfidelity), использовала термин «поливерность» в том же значении, что и «полиамория».
Поливерный человек не склонен афишировать свои отношения, поскольку для него самого они глубоко интимны, а общество его, скорее всего, осудит. Здесь исключена «верность напоказ», кроме того к ней невозможно принудить, и она не является «верностью из страха». Поливерные отношения могут длиться годами, возможно даже пожизненно. Для поливерности справедливы все те же признаки, что и для моногамной верности: постоянство в привязанностях и отношениях, преданность своим избранникам, внутренняя уверенность в собственной правоте, последовательность в словах и поступках, самоотверженность, стойкость по отношению к трудностям и соблазнам.